# Charaxes elwesi
Espèce
Charases elwesi  est une espèce d'insectes lépidoptères  appartenant à la famille des Nymphalidae, à la sous-famille des Charaxinae et au genre Charaxes.

## Systématique
L'espèce Charaxes elwesi a été décrite par James Joicey et George Talbot (d) en 1922.

## Liste des sous-espèces
- Charaxes elwesi elwesi ; présent au Sumbawa.
- Charaxes elwesi pugnax Tsukada & Nishiyama, 1979 ; présent à Sumba[1].

## Description
Charaxes elwesi est un grand papillon au dessus présentant une partie basale beige argentée et une partie distale marron clair. Les ailes antérieures concaves, présentent une ornementation de lignes médianes de points blancs. Aux ailes postérieures, munie d'une queue en massue, la partie basale beige argentée ne laisse qu'une bande marron clair ornée d'une ligne submarginale de taches blanches.
Le dessous est beige à reflets violet avec aux postérieures une ligne submarginale de points clairs.

## Écologie et distribution
Il est présent uniquement au Sumbawa en Indonésie.

### Protection
Pas de protection : il est en vente libre sur internet.